# فرانك بروفي
فرانك بروفي هو لاعب هوكي جليد كندي، ولد في 9 أغسطس 1900 في مدينة كيبك في كندا، وتوفي في 29 يونيو 1930 في كيبك في كندا.

## وصلات خارجية
- فرانك بروفي على موقع دوري الهوكي الوطني (الإنجليزية)
- فرانك بروفي على موقع EliteProspects.com (الإنجليزية)
- فرانك بروفي على موقع HockeyDB.com (الإنجليزية)
- فرانك بروفي على موقع Hockey-Reference.com (الإنجليزية)